# Ultrakrátké vlny
Ultrakrátké vlny (UKV, anglicky Ultra High Frequency, tj. UHF) je v radiokomunikacích označení rozsahu frekvencí podle definice Mezinárodní telekomunikační unie (ITU). Kmitočtový rozsah elektromagnetických vln pro rozsah UKV je stanoven od 300 MHz do 3 GHz (3000 MHz), tj. vlnové délky v rozmezí od jednoho metru do deseti decimetrů. Obsahuje například pásma pro mobilní GSM sítě, novější pásma analogové televize (IV.–V. pásmo, tj. 21.–69. kanál, tj. 470–862 MHz), která jsou využívána i pro DVB-T. Rádiové vlny z rozsahu UKV se šíří hlavně přímou viditelností, jsou blokovány kopci a velkými budovami, ačkoliv přenos přes stěny budov je dostatečný pro vnitřní příjem. Jsou určeny pro televizní vysílání, mobilní telefony, vysílačky, GPS a mnoho dalších aplikací.
Rádiové vlny s frekvencemi nad pásmem UKV patří do frekvenčního rozsahu SKV (super krátké vlny) nebo mikrovln. Nižší frekvence patří do rozsahu VKV (velmi krátké vlny) nebo nižších pásem.

## Vlastnosti
Přenos z místa na místo a příjem televizních a rádiových signálů je ovlivněn mnoha vlivy. Které jsou atmosférická vlhkost, sluneční záření, fyzická překážka (hory a budovy), ale i denní doba která ovlivňuje přenos signálu a snižuje sílu signálu. Všechny rozhlasové vlny jsou částečně absorbovány atmosférickou vlhkosti. Atmosférická absorpce snižuje, nebo zeslabuje, sílu rádiových signálů na dlouhé vzdálenosti. Účinky utlumujícího zeslabení signálu rostou s frekvencí. UKV televizní signály jsou obecně více degradovány vlhkostí, nežli nižší skupinou frekvenčního signálu, jako jsou například televizní signály VKV.
Ionosféra, vrstva zemské atmosféry, je plná nabitých částic, které mohou odrážet některé rádiové vlny. Amatérští rádio nadšenci primárně používají tuto vrstvu ionosféry pomoci šíření nižší frekvence VKV signálů po celém světě: vlny jsou zachyceny, pohybují se v horních vrstvách ionosféry do doby dokud se neodrazí směrem k Zemi. To se nazývá přenos Skywave. UKV televizní signály nejsou přenášeny společně ionosférou, ale mohou být odraženy od jiných nabitých částic zpět na jiné místo na zemi, pro dosažení většího dosahu než je typická přenosová vzdálenost. Přenos a příjem UKV je zesíleno, nebo zeslabeno přízemním prouděním, kdy dochází ke změně teploty atmosféry během dne.
Hlavní výhodou přenosu UKV je krátká vlnová délka, která je produkována vysokou frekvencí. Velikost přenosových a přijímacích antén souvisí s velikostí rádiových vln. UKV anténa je silnější a kratší. Menší a méně nápadné antény mohou být použity pro vyšší vlnová pásma.
Hlavní nevýhodou UKV je jeho omezený rozsah vysílání a výše uvedenou dohledovou vzdáleností mezi televizní stanicí, přenosovou anténou a přijímací anténou zákazníků, na rozdíl od VKV má delší vysílaný rozsah.
Rozsah UKV je široce používán u obousměrných radiových systémů a bezdrátových telefonů, jejichž přenosové a přijímací antény jsou blízko sebe. Přenosy vytvářené u obousměrných vysílaček a bezdrátových telefonů se nešíří tak daleko, aby zasahoval do místních přenosů. Technologie jako GMRS, PMR446, UKV CB, 802.11b ("Wi-Fi"), a široce používané GSM a UMTS u mobilních sítí, také používají UKV frekvence. Opakovač šíří UKV signály, když je požadována vzdálenost větší, než je přímá viditelnost.

## Použití

### Televize
UKV televizní vysílání splňuje požadavek na dodatečné pokrytí televizních kanálů v městských oblastech. V současné době, velká část z šířky pásma je přidělena na pozemní pohyblivé služby, svazkové rádiové sítě a pro použití mobilních telefonů. UKV kanály jsou stále používány pro digitální televizi.

### Rádio
UKV spektrum se používá po celém světě pro pozemní mobilní rádiové systémy pro komerční, průmyslové, tísňové a vojenské účely. Řada osobních rozhlasových služeb, např. krátkovlnné vysílačky, používá kmitočty přidělené v pásmu UKV, třebaže se přesné frekvence k použití v jednotlivých zemích výrazně liší.

### Internet
UKV/VKV signály mohou poskytovat vysokorychlostní širokopásmové připojení k Internetu.